# Блошница обыкновенная
Бло́шница обыкнове́нная (лат. Pulicária vulgáris), или простёртая, — однолетнее травянистое растение, вид рода Блошница (Pulicaria) семейства Сложноцветные (Asteraceae). Типовой вид рода.

## Ботаническое описание

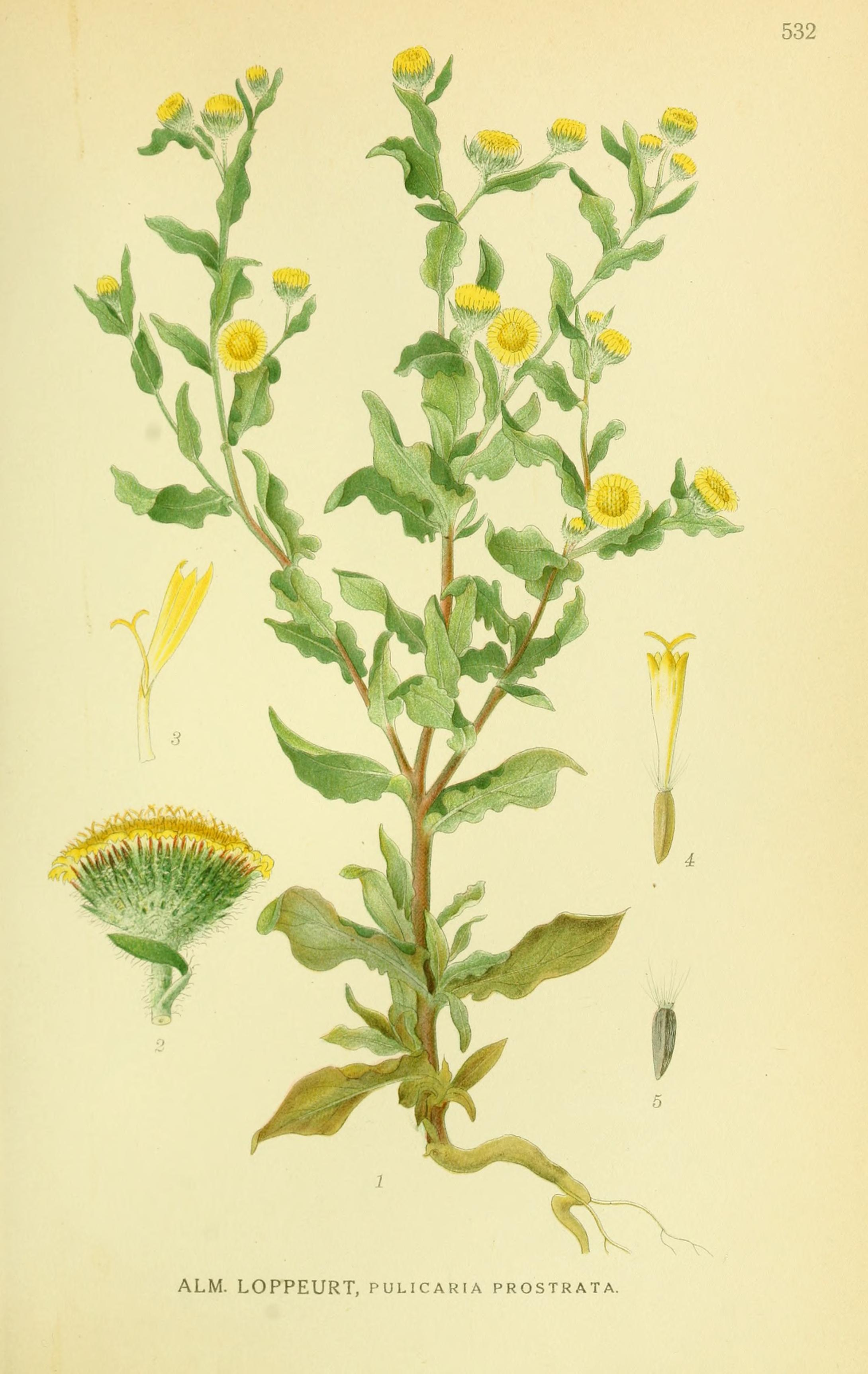

Однолетнее растение, покрытое густым войлочным опушением, с неприятным запахом. Стебель одиночный, прямостоячий или восходящий, до 30—45 см высотой, разветвлённый почти от основания или в средней части, в верхней половине часто пурпурный, со смесью железистых, простых и длинных паутинистых волосков.
Листья очерёдные, нижние — обратнояйцевидные до обратноланцетных, 15—25 мм длиной и 0,6—1 см шириной, средние и верхние — более мелкие, 5—10 мм длиной и 1,5—3 мм шириной, обратноланцетные или эллиптические, полустеблеобъемлющие, с железистыми, простыми и паутинистыми волосками.
Корзинки многочисленные (до 100 на одном растении), собранные в неправильное метельчатое общее соцветие. Обёртка полушаровидная, 5—8 мм в диаметре, с 4—6 рядами линейных листочков, покрытых железистым и паутинистым опушением. Краевые цветки ложноязычковые, с трубкой около 1 мм длиной, с коротким язычком не более 3,5 мм, жёлтые. Трубчатые цветки около 2 мм длиной.
Семянки 1,2—1,8 мм длиной, около 0,5 мм шириной, продолговато-цилиндрические, с 4—5 продольными рёбрами, светло-коричневые. Хохолок из внутреннего ряда несколько неравных щетинок 1,5 мм длиной и внешнего ряда коронки 0,3 мм длиной.

## Распространение
Широко распространённое в умеренной Евразии и Средиземноморье растение, встречающееся по влажным лугам, у канав, вдоль дорог, по берегам водоёмов.

## Таксономия
Pulicaria vulgaris Gaertn., Fruct. Sem. Pl. 2: 461, t. 173 (1791), nom. nov. — Inula pulicaria L., Sp. Pl. 2: 882 (1753).

### Синонимы
- Aster pulicaria (L.) Scop., 1772
- Conyza minor Hill, 1756, nom. inval.
- Diplopappus pulicaria (L.) Bluff & Fingerh., 1825
- Diplopappus vulgaris (Gaertn.) Bluff & Fingerh., 1825, nom. superfl.
- Inula cylindrica With., nom. inval.
- Inula parviflora Salisb., 1796, nom. superfl.
- Inula prostrata Gilib., 1782, nom. inval.
- Inula pulicaria L., 1753
- Inula uliginosa Sibth., 1794, nom. superfl.
- Pulicaria germanica J.Presl & C.Presl, 1819
- Pulicaria inuloides Vahl ex Hornem., 1815, nom. superfl.
- Pulicaria minor Druce, 1914, nom. superfl.
- Pulicaria pratensis Scheele, 1844
- Pulicaria prostrata Asch., 1864, nom. superfl.
- Pulicaria pulicaria (L.) H.Karst., 1883, nom. inval.
- Pulicaria uliginosa (Sibth.) Gray, 1821, nom. superfl.